# Holly Gagnier
Holly Gagnier (12 de dezembro de 1958 em Ventura, Califórnia) é uma atriz norte-americana.
Papéis notáveis de Gagnier incluem longas passagens em no dia do One Life to Live e Days of our Lives. Ela tem sido visto em programas de televisão, incluindo Murder, She Wrote e Wings. Ela já estrelou na televisão em Dreamin On, Silk Stalkings, Baywatch, House MD e Er. Ela já se apresentou em produções de teatro, tanto em Nova York e Los Angeles. No cinema, ela fez sua estreia no New World Pictures e Girls Just Wanna Have Fun. Ela também fez aparições em filmes como Free Enterprise, The Return e Death Dance.

## Filmografia
- 1991: (Alligator II: The Mutation)

### Ligações Externas
- Holly Gagnier. no IMDb.
- Holly Gagnier at Allmovie